# Lakeside (San Diego County, Kalifornien)
Lakeside ist ein census-designated place (CDP) im San Diego County im US-Bundesstaat Kalifornien. Das U.S. Census Bureau hat bei der Volkszählung 2020 eine Einwohnerzahl von 21.152 ermittelt. Bei Lakeside befinden sich verschiedene Seen und das Gebiet ist ein beliebtes Ziel für Outdoor-Tourismus.

## Geschichte
Lakeside wurde 1886 gegründet, als 6600 Hektar Land rund um den Lindo Lake von der El Cajon Valley Land Company gekauft wurden. Diese begann sofort, das neue Land als Stadt zu vermarkten und baute ein 80-Zimmer-Gasthaus im viktorianischen Stil, das Lakeside Hotel, mit einem Kostenaufwand von 50.000 US-Dollar. Drei Jahre später, im Jahr 1889, wurde Lakeside an das Eisenbahnnetz angeschlossen, und kleine Unternehmen begannen zu sprießen, was Lakeside fest als eine geschäftige Gemeinde etablierte. 1904 kaufte John H. Gay das Lakeside Hotel und zäunte den Park rund um den Lindo Lake ab, um beides als Teil seines Besitzes zu beanspruchen. Dann baute er eine Automobil- und Pferderennbahn um den See, die berühmt wurde, als Barney Oldfield bei der Eröffnung der Strecke 1907 einen neuen Geschwindigkeitsrekord aufstellte. Das Gasthaus und die Rennbahn wurden zu einem beliebten Treffpunkt für Millionäre und Prominente und zogen immer wieder große Menschenmengen an, die mit dem Zug zu den dort stattfindenden Rennen fuhren, aber beide wurden auf Gays Wunsch bei seinem Tod 1920 abgerissen.

## Demografie
Nach der Volkszählung von 2010 leben in Lakeside 20.648 Menschen. Die Bevölkerung teilt sich 2019 auf in 73,2 % nicht-hispanische Weiße, 1,7 % Afroamerikaner, 1,2 % amerikanische Ureinwohner, 2,9 % Asiaten, 0,9 % Ozeanier und 2,5 % mit zwei oder mehr Ethnizitäten. Hispanics oder Latinos machten 16,8 % der Bevölkerung aus. Das mittlere Haushaltseinkommen lag 2017 bei 75.477 US-Dollar und die Armutsquote bei 11,0 %.